# Fiorinia payaoensis
Fiorinia payaoensis är en insektsart som beskrevs av Takahashi 1942. Fiorinia payaoensis ingår i släktet Fiorinia och familjen pansarsköldlöss.
Artens utbredningsområde är Thailand. Inga underarter finns listade i Catalogue of Life.